# Amor e Ódio
Amor e Ódio é uma telenovela brasileira produzida e exibida pelo SBT entre 10 de dezembro de 2001 e 16 de abril de 2002, em 110 capítulos, substituindo Pícara Sonhadora e sendo substituída por Marisol.
 Baseada na mexicana La dueña, de Inés Rodena, foi escrita por Henrique Zambelli, com supervisão de Ecila Pedroso, sob direção de Antonino Seabra e Jacques Lagôa e direção geral foi de Henrique Martins.
Conta com as atuações de Suzy Rêgo, Daniel Boaventura, Viétia Zangrandi, Malu Rocha, Jonas Mello, Edson Fieschi, Maximira Figueiredo e Cléo Ventura nos papéis principais.

## Enredo
Regina Villa Real (Suzy Rêgo) é uma moça bonita, educada e tem uma grande fortuna. Seus pais morreram num acidente quando ela era pequena. Desde então, mora com sua tia Berenice (Cléo Ventura), que a ama como se fosse sua mãe, e com sua prima, Laura Castro (Viétia Zangrandi). As primas têm a mesma idade e cresceram juntas. Regina ama Laura, que não tem esse sentimento pela prima. Fria e calculista, Laura sente muita inveja da prima. A única que percebe essa rivalidade é Martinha (Maximira Figueiredo), a "Bá", que trabalha para elas. Ela acompanhou as primas desde o nascimento, ama Regina e a trata como filha.
Regina está de casamento marcado com Maurício Padilha (Edson Fieschi), por quem está apaixonada. Oportunista, o noivo só quer se aproveitar do dinheiro dela. Para piorar, ainda mantém um romance secreto com Laura. A ideia dele é pegar o dinheiro de Regina e fugir com a amante, mas a tentativa de fuga é em vão. Maurício tenta demitir Anselmo (Genézio de Barros), administrador dos bens de Regina, para controlar a fortuna da futura Sr.ª Padilha, mas é desmascarado. Depois, surgem na mente de Maurício alguns mistérios do passado, o que faz com que os planos dele fracassem. Então, acuado, ele termina seu romance secreto com Laura e abandona Regina no altar.
Magoada e humilhada, Regina torna-se uma mulher fria e autoritária, abandona tudo e se muda para a Fazenda Cascavel, herança de seus pais, em Santa Rita da Esperança, uma pequena cidade interiorana. Berenice, Laura e Martinha vão juntamente, bem como Patrícia (Alexandra Marques), a melhor amiga de Regina. O capataz da fazenda, Macário (Jonas Mello), é um homem inescrupuloso, rude, mentiroso, capaz de fazer qualquer coisa, até mesmo matar. Logo que conhece Regina, entra em conflito com ela, mas aos poucos acaba se apaixonando pela "Dona" e se tornando seu grande protetor.
Mas uma nova surpresa na vida de Regina vem: na fazenda, Regina conhece José Maria Cortes (Daniel Boaventura), herdeiro da Fazenda Carvalhais, vizinha de suas terras. Ela quer comprar a fazenda dele e vários conflitos acontecem entre os dois. Ele se apaixona por ela, que resiste, já que seu coração está fechado para o amor. Laura também se interessa por José Maria e Maurício chega a cidade, ocorrendo mais uma rivalidade. Ema Cortes (Malu Rocha), mulher dominadora e mãe de José Maria, alia-se a Laura para evitar que Regina e o rapaz tenham um romance.

## Elenco
| Intérprete          | Personagem                 |
| ------------------- | -------------------------- |
| Suzy Rêgo           | Regina Villa Real          |
| Daniel Boaventura   | José Maria Cortês          |
| Viétia Zangrandi    | Laura Castro Villa Real    |
| Malu Rocha          | Ema Cortês                 |
| Jonas Mello         | Macário Rocha              |
| Edson Fieschi       | Maurício Padilha           |
| Maximira Figueiredo | Marta (Martinha)           |
| Luiz Baccelli       | Severiano Cortês           |
| Cléo Ventura        | Berenice Castro Villa Real |
| Genézio de Barros   | Anselmo Moraes             |
| Rogério Márcico     | Juvêncio Cabral (Juca)     |
| Ângela Correa       | Consuelo Lopes             |
| Raymundo de Souza   | Fortunato                  |
| Dênis Derkian       | Leandro Rodrigues          |
| Viviane Porto       | Brenda Lopes               |
| Ernando Tiago       | Otávio Costa               |
| Alexandra Marques   | Patrícia Castelo           |
| Lugui Palhares      | Ismael Andrade             |
| Patrícia Ermel      | Fabíola Hernandes          |
| Gésio Amadeu        | Padre Abel                 |
| Sônia Lima          | Silvia Hernandes           |
| Régis Monteiro      | Manuel Hernandes           |
| Flávia Pucci        | Aurélia                    |
| Marcelo Várzea      | Lúcio                      |
| Vera Mancini        | Arminda                    |
| Tadeu Menezes       | Omar                       |
| Cláudio Curi        | Delegado Salazar           |
| Márcia Maria        | Rosa (Rosinha)             |
| Neusa Maria Faro    | Gilda                      |
| Geisa Gama          | Margareth                  |
| Felipe Donavan      | Detetive Reis              |
| Caio Romei          | Chuí                       |
| Tainara Toná        | Lolita                     |

### Participações especiais
| Intérprete       | Personagem        |
| ---------------- | ----------------- |
| Ana Arcuri       | Julieta Rodrigues |
| Sophia Bisilliat | Dora              |
| Valter Santos    | Ezequiel          |
| Hélio Cícero     | Artur             |
| Hylka Maria      | Célia             |
| Delurdes Moraes  | Joana             |
| André Schaefer   | Jacinto           |
| Alex Camargo     | Salomão           |
| Luciane Damaso   | Sueli             |
| Raphael Molina   | Padre João        |
| Vívian Moreira   | Regina (criança)  |
| Luiza Del Rio    | Laura (criança)   |

## Produção
Originalmente a telenovela se chamaria A Dona, mas a equipe decidiu mudar para Amor e Ódio para expressar melhor a história. Este título também foi cogitado anteriormente para a telenovela Meu Bem Meu Mal, da Rede Globo, em 1990. Ao contrário de sua antecessora, Pícara Sonhadora, uma comédia romântica, Amor e Ódio foi anunciada como um drama mais pesado: "É uma novela adulta, um mundo de angústias, amores frustrados e infidelidade. A novela tem 99% de sofrimento. As interpretações são mais fortes. Os atores não falam, eles demostram os sentimentos".

### Escolha do elenco
Originalmente Helena Fernandes foi convidada para interpretar a protagonista Regina após o bom seu desempenho no papel principal de Roda da Vida, da RecordTV, mas a atriz recusou, alegando não se adaptar a cidade de São Paulo e não deixaria a capital carioca novamente. Patrícia de Sabrit foi convidada na sequência, tendo sido protagonista de uma das novelas de maior repercussão da emissora anos antes, Pérola Negra. A atriz chegou a gravar as cenas iniciais, porém a direção avaliou que ela era jovem demais para compor a personagem, decidindo dispensá-la e substituí-la por Suzy Rego.

## Trilha sonora
1. "Na rua, na chuva, na fazenda" (Casinha de sapê) — Chrystian & Ralf
2. "Cristal quebrado" — Leonardo
3. "Suave é a noite" — Sylvinha Araújo
4. "Passou da conta" — Bruno e Marrone
5. "Fecha a porta" — Erasmo Carlos
6. "Fique com a saudade" — Falamansa
7. "Tá difícil esquecer" — Roberta Miranda
8. "Sempre comigo" — Luiz Melodia
9. "Prenda" (Tô feito um bode) — Frank Aguiar
10. "Saindo de mim" — Tânia Alves
11. "Somos iguais" — Altemar Dutra Júnior
12. "Teu olhar" — Carla Hassett
13. "Moço bonito" — Cibelle

## Outras versões
- A versão original desta telenovela foi a telenovela venezuelana La doña, produzida pela RCTV em 1972 e produzida por Román Chalbaud. A telenovela foi dirigida por Arquímedes Rivero e protagonizada por Lila Morillo e Elio Rubens.
- Televisa realizou no México em 1978 uma versão desta telenovela chamada Doménica Montero, dirigida por Lorenzo de Rodas, produzida por Valentín Pimstein e protagonizada por Irán Eory, Rogelio Guerra e Raquel Olmedo interpretando, respectivamente, os papéis de Angélica Rivera, Francisco Gattorno e Cynthia Klitbo.
- Amanda Sabater, realizada na Venezuela pela RCTV em 1989, dirigida por Gabriel Walfenzao e protagonizada por Maricarmen Regueiro e Flavio Caballero.
- La dueña, telenovela realizada pela Televisa em 1996. Foi produzida por Florinda Meza e protagonizada por Angélica Rivera, Francisco Gattorno e Cynthia Klitbo.
- RCTV realizou em 1995 uma versão muito livre desta telenovela chamada El desafío, produzida por Carlos Lamus e Hernando Faria, dirigida por Renato Gutiérrez e protagonizada por Claudia Venturini, Henry Soto e Mimí Lazo.
- Televisa realizou uma nova versão em 2010 chamada Soy tu dueña produzida por Nicandro Díaz, protagonizada por Lucero & Fernando Colunga.

## Exibição
A novela seria reapresentada a partir de 1.° de janeiro de 2007, substituindo Rebelde nos finais de tarde. No entanto, por razões desconhecidas, foi descartada e a novela adolescente foi substituída por A Vida é um Jogo.
Outras mídias
Em 19 de agosto de 2021, a novela foi disponibilizada na versão integral com 110 capítulos no SBT Vídeos, que agora no ano de 2024 na plataforma de streaming +SBT com todas as características originais, exibidos pela emissora nos anos de 2001 e 2002.

## Repercussão

### Audiência
O primeiro capítulo da novela bateu 15 pontos, 3 pontos a menos que sua antecessora, Pícara Sonhadora. Seu maior recorde foi de 19 pontos no segundo capítulo, audiência que se repetiu no capítulo seguinte. O último capítulo bateu 16 pontos. A média geral é de 14 pontos, índices satisfatórios para a emissora.

## Curiosidades
Por causa de Amor e Ódio, outra telenovela importada pelo SBT da Televisa, Entre el Amor y el Odio, teve seu título alterado para "No Limite da Paixão", para evitar que o público confundisse o nome das telenovelas.